# スタッグハウンド装甲車
スタッグハウンド装甲車（Staghound armored car）は、第二次世界大戦中にアメリカ軍によって開発され、イギリス軍に使用された全輪駆動、4輪式装輪装甲車である。開発時の名称は、T17E1装甲車、アメリカ陸軍での形式は、M6装甲車である。ただしアメリカ陸軍では使用されなかった。

## 概要
第二次世界大戦の序盤、北アフリカ戦線でドイツ国防軍と戦ったイギリス軍は、火砲搭載の装輪式装甲車の有用性を認識、アメリカ軍もその認識を同じくし、偵察用火砲搭載装輪装甲車がアメリカで開発される。フォードが6輪式T17、GMC（GMシボレー）が4輪式T17E1を開発、評価試験の結果T17E1の方が良いとされ、アメリカ軍ではT17E1にM6の形式名が与えられたものの、問題ありとして結局実戦使用されず、全てイギリス軍に供与された（米軍ではその後、M8装甲車を採用）。イギリス軍に引き渡されたT17E1は、スタッグハウンドと名付けられ、同軍で終戦まで使用された。T17E1は1942年～43年末にかけ、約2800両生産された。
最初に開発されたT17E1 = スタッグハウンドMk.Iは、37mm砲と7.62mm機銃を同軸配置した旋回式密閉砲塔を持っていたが、イギリス軍による改修で、Mk.Iの主砲を3インチ榴弾砲に換装したスタッグハウンドMk.II、砲塔をクルセイダーMK.IIIの物に換装し、75mm戦車砲装備のスタッグハウンドMk.IIIがそれぞれ製作され、使用された。またイギリス軍の要望によりアメリカで対空型T17E2が開発された。T17E2は、オープントップの砲塔に2連装M2重機関銃を装備し、イギリス軍ではスタッグハウンドAAと呼称された（AAはAnti Aircraftの略）。T17E2は約800両生産された。このほか、砲塔をM8自走榴弾砲に換装したT17E3が開発されたが、この車両は試作のみで終わる。また、一部スタッグハウンドMk.Iには砲塔側面にシャーマン戦車やファイアフライ戦車と同様、Tulip 対地ロケット発射機を搭載した。
スタッグハウンド装甲車は大戦中、イギリス軍の他、他のイギリス連邦軍でも使用された。終戦後、各国で余った車両が輸出され、様々な国で使用が続けられた。レバノン内戦では複数勢力により使用され、現地改修によりキューポラを増設した車両や、シールド付きM2重機関銃を砲塔上に設置した車両、更にはAEC 装甲車Mk.IIIの砲塔に換装された車両などもあった。

## 派生型
スタッグハウンドMk.I (T17E1)
最初に生産された原型形式（T17E1）。37mm砲と7.62mm機銃装備。約2800両生産。
スタッグハウンドMk.II
MK.Iの主砲を3インチ榴弾砲に換装。イギリス軍による改修。
スタッグハウンドMk.III
MK.Iの砲塔をクルセイダーMK.IIIの砲塔に換装、主砲を75mm砲に交換。イギリス軍による改修。
スタッグハウンドAA (T17E2)
砲塔を2連装M2重機関銃装備の新型に換装した対空型。形式はT17E2。約800両生産。
T17E3
砲塔をM8自走砲と同じ短砲身75mm砲搭載のものに換装した試作型。

## 画像

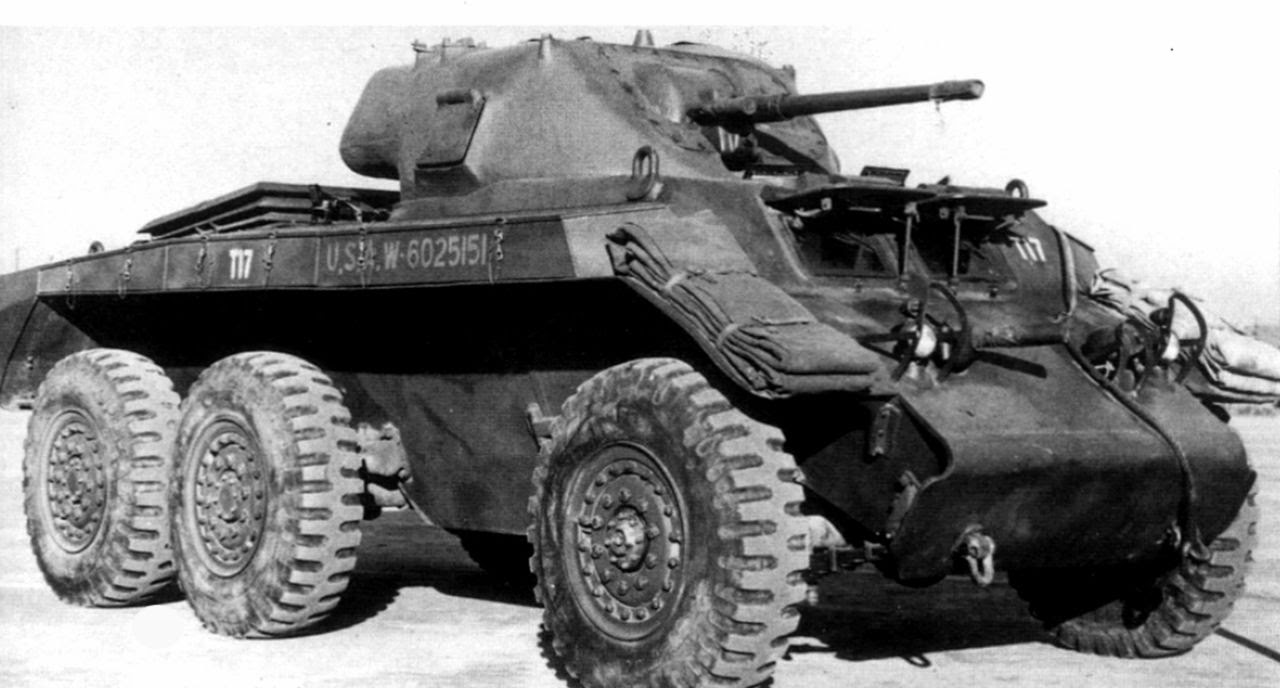
T17E1スタッグハウンドとの競争に敗れた、T17ディアハウンド装甲車。M8グレイハウンド装甲車に類似する車体デザインを持つ。
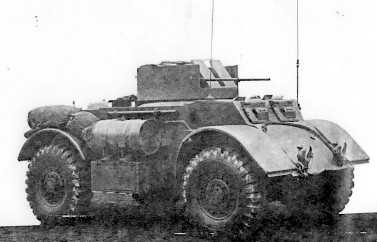
T17E2、スタッグハウンドAA
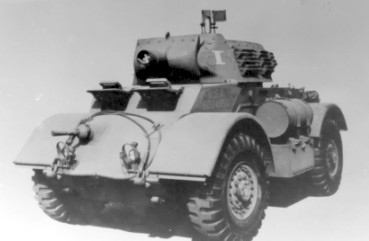
T17E3 75mm榴弾砲装備型
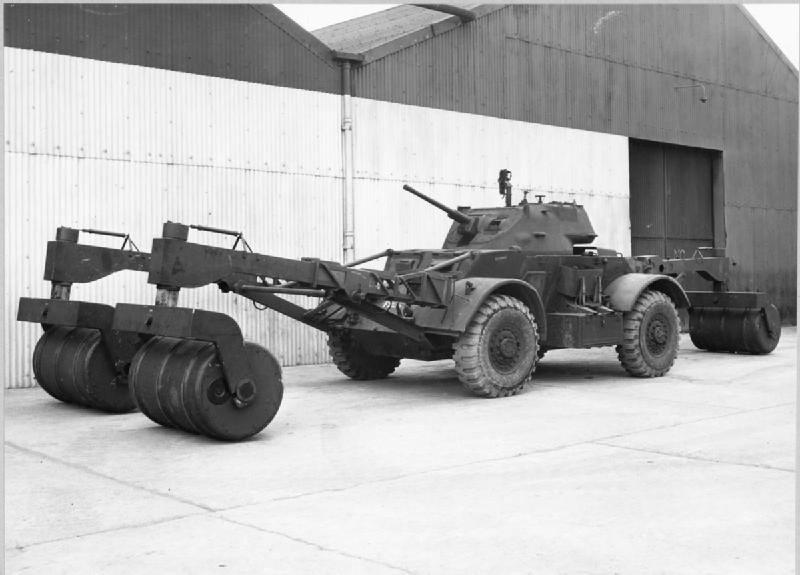
"Lulu"と呼ばれる地雷処理ローラーを装備したスタッグハウンド
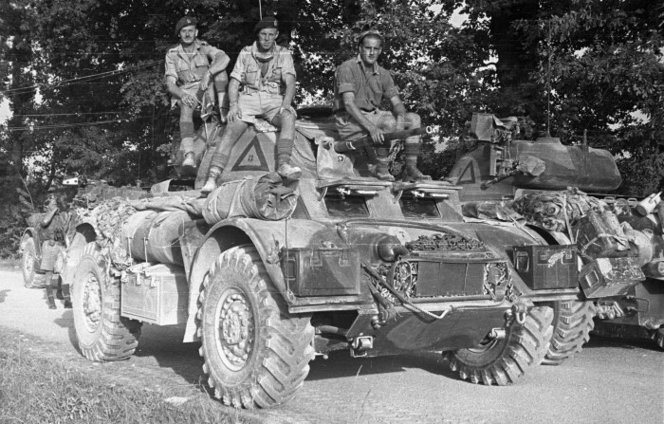
ニュージーランド軍のスタッグハウンド、1944年5月。
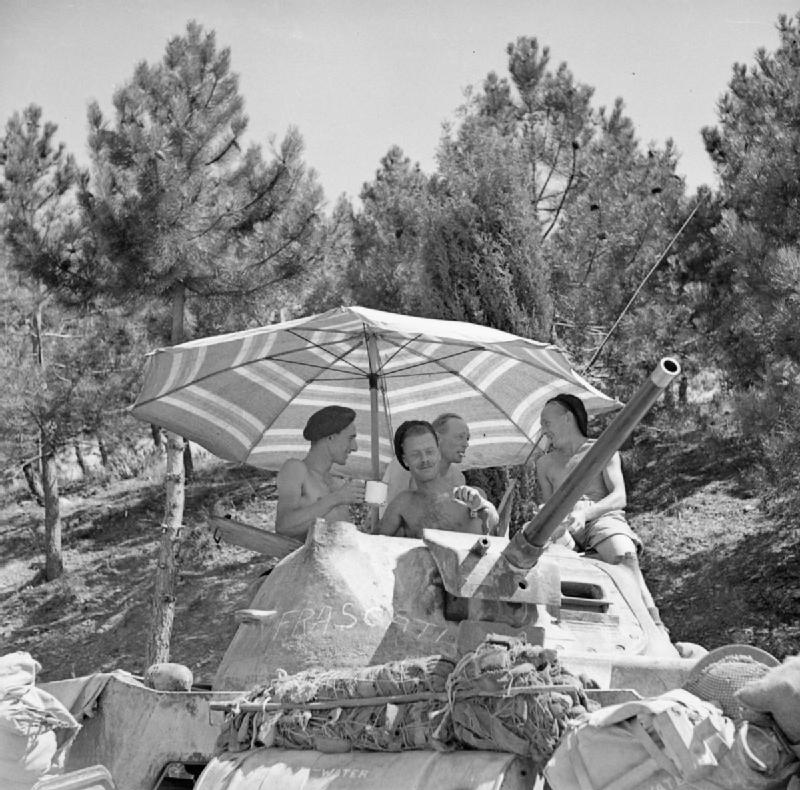
砲塔上に日除けのパラソルを設置したスタッグハウンド、1944年、イタリア戦線。
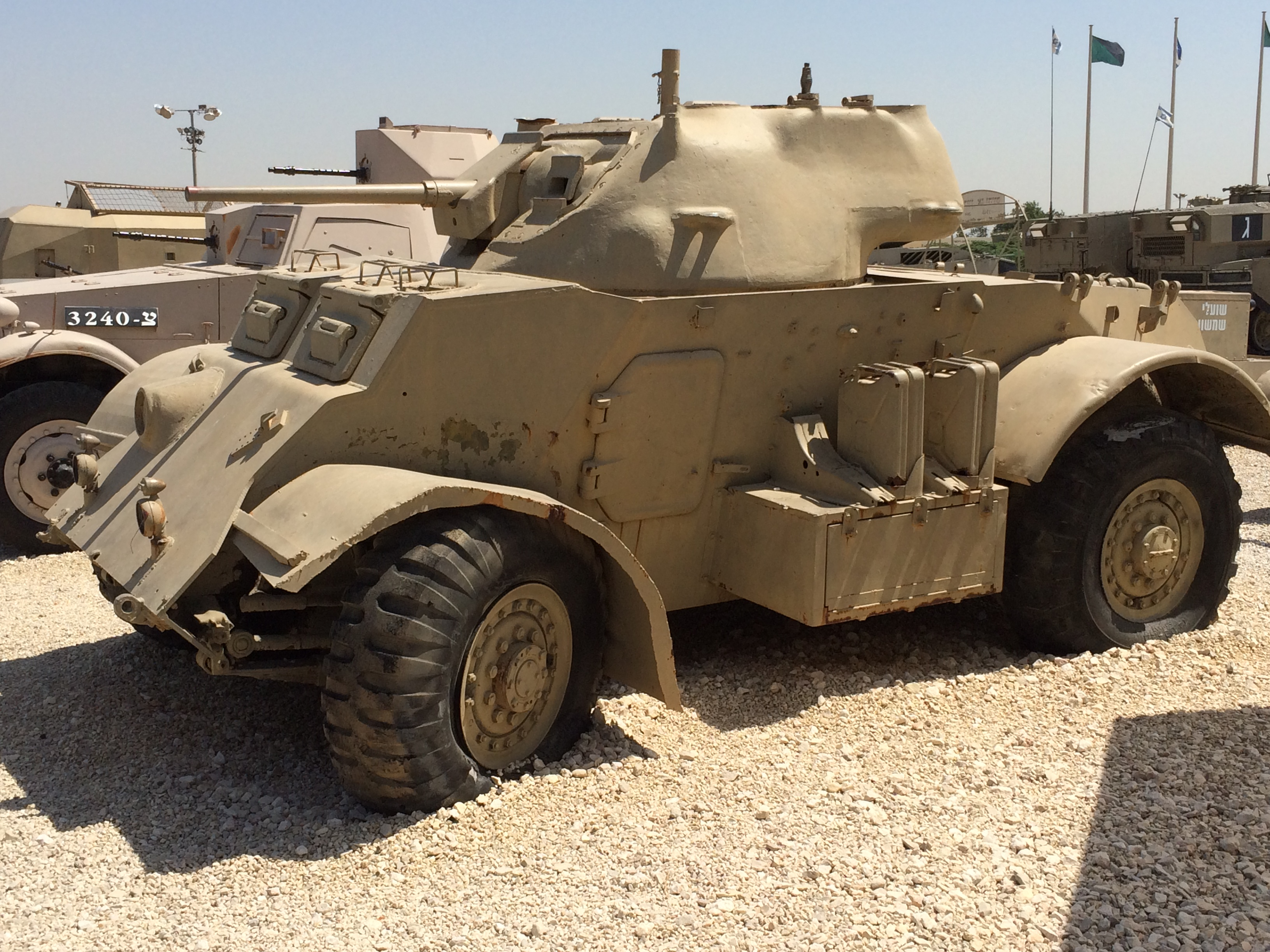
イスラエル、ラトルン戦車博物館の展示車両。本車は大戦後、イスラエル国防軍でも運用された。

## 登場作品
『War Thunder』
プレイヤーが操作可能な対空車輌として、M2重機関銃を2挺搭載した「スタッグハウンドAA」が登場する。
『STUG.io』
イギリス研究ツリーに、E1 starhundとして登場。
『トータル・タンク・シミュレーター』
イギリスの装甲車STAG HOUNDとしてMk.Iが登場。